# Phil Campbell (Alabama)
Phil Campbell es un pueblo ubicado en el condado de Franklin en el estado estadounidense de Alabama. En el censo de 2000, su población era de 1091.

## Demografía
En el 2000 la renta per cápita promedia del hogar era de $24.598 , y el ingreso promedio para una familia era de $30.221. El ingreso per cápita para la localidad era de $16.053.

## Geografía
Phil Campbell está situado en 34°21′5″N 87°42′27″O / 34.35139, -87.70750 (34.351505, -87.707414)
Según la Oficina del Censo de los EE. UU., la ciudad tiene un área total de 4.08 millas cuadradas (10.57 km²).